# Upogebia careospina
Upogebia careospina är en kräftdjursart som beskrevs av Williams 1993. Upogebia careospina ingår i släktet Upogebia och familjen Upogebiidae. Inga underarter finns listade i Catalogue of Life.